# Іван Острозький
Іван Васильович Острозький (пом. після 1465) — князь Острозький (бл. 1450 — після 1465), старший син Василя Острозького Красного. Продовжувач династії Острозьких.

## Життєпис
Другим сином у кн. Василя Острозького був Іван. Він так само був князем войовничим, і не раз бив татар, коли ті нападали на Волинь. Так, року 1454 він їх сильно побив, і цим здобув собі славу.
Після поділу з братом Юрієм спадку батька проживав у Острозі. Був одружений з княжною Марією Більською — донькою намісника Великого Новгороду, князя Івана Володимировича, сина Київського князя Володимира Ольгердовича, та його дружини княгині Василіси Гольшанської — доньки князя Андрія Івановича Гольшанського.. Мав чотирьох дітей:
- Михайло Іванович — луцький староста, маршалок Волинської землі[5]
- Костянтин Іванович — магнат, Великий гетьман Литовський (1497—1500, 1507—1530), староста брацлавський (1497—1500 роки), вінницький (1507—1516) та звенигородський (1518—1530), староста луцький та упитський, маршалок Волинської землі (1507—1522), каштелян віленський (1511—1522), воєвода трокський (троцький) (1522—1530)
- Марія Іванівна — дружина володимирського старости князя Андрія Сангушка.[6]